# أوتو لي
أوتو لي (بالإنجليزية: Otto Lee)‏ هو ضابط أمريكي، ولد في 29 يوليو 1967 في هونغ كونغ في الصين.